# Tjeerd Hoekstra

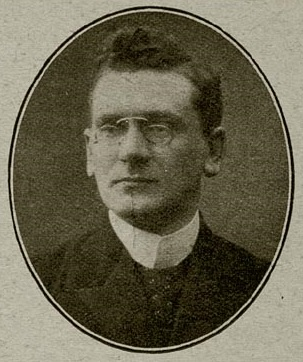
Tjeerd Hoekstra in 1912, foto: Arnold Verhees

Tjeerd Hoekstra (Urk, 20 december 1880 – Kampen, 20 januari 1936) was een Nederlandse theoloog, filosoof en hoogleraar.
Hoekstra was een zoon van koopman-winkelier Pieter Hoekstra en Pietje Visser. Hij trouwde op 4 mei 1906 te Kampen met Fenna Lucasina Lindeboom (1880-1951).
Hij ontving zijn theologische opleiding op de Theologische School van de Gereformeerde Kerken in Nederland te Kampen, waar hij in juni 1903 cum laude tot kandidaat werd bevorderd. Vervolgens studeerde hij wijsbegeerte in Heidelberg, waar hij in 1906 onder Wilhelm Windelband magna cum laude promoveerde op het proefschrift Immanente Kritiek zur Kantischen Religionsphilosophie (te vertalen als: Immanente kritiek op Kants godsdienstfilosofie).
Op 13 mei 1906 werd hij, door zijn schoonvader, bevestigd als predikant van de Gereformeerde kerk te Hazerswoude. In 1908 werd hij predikant te Den Bosch, vanwaaruit hij bijdroeg aan de stichting van de Gereformeerde kerk in Venlo (de eerste Limburgse gereformeerde kerk) en de Oosterkerk in Eindhoven, beide in 1911 in gebruik genomen.
In 1912 werd Hoekstra benoemd tot hoogleraar in de ambtelijke vakken aan de Theologische School te Kampen op de vacature die Petrus Biesterveld (1863-1908) na zijn vertrek naar de Vrije Universiteit in 1902 had achtergelaten. Op eigen verzoek werd ook het propedeutisch onderwijs in de geschiedenis van de filosofie, de psychologie en de logica aan zijn leeropdracht toegevoegd.
De door hem uitgegeven Gereformeerde Homiletiek (1926), zijn hoofdwerk, werd jarenlang door velen als standaardwerk beschouwd.
In 1934, ter herdenking van de Afscheiding van 1834, werd Hoeksta benoemd tot Ridder in de Orde van de Nederlandse Leeuw.
De Protestantse Theologische Universiteit beheert een archief van Hoekstra.